# جاي إي
جاي إي (بالإنجليزية: Jason "Jay E" Epperson)‏ هو دي جيه وملحن ومنتج أسطوانات أمريكي، ولد في 13 أغسطس 1978 في سانت لويس في الولايات المتحدة.

## وصلات خارجية
- الموقع الرسمي
- جاي إي على موقع IMDb (الإنجليزية)
- جاي إي على موقع ميوزك برينز (الإنجليزية)
- جاي إي على موقع ديسكوغز (الإنجليزية)